# Olga Terentyeva
Olga Terentyeva, née le 16 janvier 1995, est une coureuse cycliste russe, spécialiste de VTT cross-country. Elle est vice-championne du monde de VTT cross-country espoirs 2015.

## Palmarès en VTT cross-country

### Championnats du monde
- 2015 :  Vice-championne du monde de VTT cross-country espoirs

### Coupe du monde
- Coupe du monde de cross-country espoirs
  - 2015 : 13e du classement général